# Classique héritage de la LNH 2023
Match précédent
L'édition 2023 est la septième édition de la Classique héritage de la LNH, en anglais : 2023 NHL Heritage Classic, une partie annuelle de hockey sur glace disputée à l’extérieur en Amérique du Nord. Il s'agit de la première Bataille de l'Alberta disputée en extérieur et voit les Oilers d'Edmonton s'imposer face aux Flames de Calgary, sur la marque de 5 à 2.

## Contexte
Le 31 décembre 2022, la LNH annonce l'organisation de cet évènement au Stade du Commonwealth, pour célébrer les vingt ans du premier événement s'étant déroulé ici-même. Fin septembre, les deux équipes dévoile leur tenue respective : Pour les Oilers, leur maillot fera honneurs aux Mercurys, Champions Olympiques de 1952 et les Flames quant à eux rendent hommage aux Stampeders de Calgary de la Western Hockey League.
Les joueurs des deux équipes font une entrée remarquée dans le stade. Les joueurs des Flames ont revêtu des salopettes et des chapeaux de cowboy, tandis que les joueurs des Oilers des tenues de travailleurs de l'industrie du pétrole. Lors de l'événement, la température est agréable, 3 degrés, contrairement aux -18 degrés d'il y a 20 ans plus tôt et une foule de 55 411 personnes s'y réunis pour y assister.

## Divertissement
Le divertissement d'avant-match est assurer par un groupe de rock local, The Rural Alberta Advantage, accompagné du Oilers Drum and Brass Crew et de danceurs indigènes issus des nations crie d'Enoch, Inuits et métisse. L'hymne national canadien est interprêté par le chanteur de Country Brett Kissel. Il s'agit de la deuxième fois qu'il performe lors de la classique héritage après celle de 2016. Après l'hymne, des joueurs du premier héritage classique réalise la mise au jeu protocolaire. Il s'agit de José Théodore, de Steve Bégin, de Stéphane Quintal, de Charles Huddy, d'Aleš Hemský et de Jarret Stoll. Durant la première pause, le groupe Nickelback divertit les spectateurs.

## Effectifs
| No | Nationalité | Joueur                 | Position       |
| -- | ----------- | ---------------------- | -------------- |
| 8  | Canada      | Christopher Tanev (A)  | Défenseur      |
| 10 | Canada      | Jonathan Huberdeau (A) | Centre         |
| 11 | Suède       | Mikael Backlund (C)    | Centre         |
| 15 | Canada      | Dryden Hunt            | Ailier gauche  |
| 16 | Russie      | Nikita Zadorov         | Défenseur      |
| 17 | Biélorussie | Iahor Charanhovitch    | Centre         |
| 18 | États-Unis  | Anthony-John Greer     | Ailier gauche  |
| 20 | États-Unis  | Blake Coleman          | Centre         |
| 25 | Suède       | Jacob Markström        | Gardien de but |
| 27 | États-Unis  | Matthew Coronato       | Ailier droit   |
| 28 | Canada      | Elias Lindholm         | Centre         |
| 29 | Canada      | Dillon Dubé            | Centre         |
| 48 | États-Unis  | Dennis Gilbert         | Défenseur      |
| 52 | Canada      | MacKenzie Weegar       | Défenseur      |
| 55 | États-Unis  | Noah Hanifin           | Défenseur      |
| 71 | États-Unis  | Walker Duehr (en)      | Ailier droit   |
| 80 | Tchéquie    | Daniel Vladař          | Gardien de but |
| 88 | Canada      | Andrew Mangiapane      | Ailier gauche  |
| 91 | Canada      | Nazem Kadri            | Centre         |
| 98 | Biélorussie | Ilya Solovyov          | Défenseur      |

| No | Nationalité | Joueur                  | Position       |
| -- | ----------- | ----------------------- | -------------- |
| 2  | Canada      | Evan Bouchard           | Défenseur      |
| 5  | Canada      | Cody Ceci               | Défenseur      |
| 10 | États-Unis  | Derek Ryan              | Centre         |
| 14 | Suède       | Mattias Ekholm          | Défenseur      |
| 18 | Canada      | Zach Hyman              | Ailier gauche  |
| 21 | États-Unis  | Adam Erne               | Ailier gauche  |
| 25 | Canada      | Darnell Nurse           | Défenseur      |
| 27 | Canada      | Brett Kulak             | Défenseur      |
| 28 | Canada      | Connor Brown            | Ailier droit   |
| 29 | Allemagne   | Leon Draisaitl (A)      | Centre         |
| 36 | États-Unis  | Jack Campbell           | Gardien de but |
| 37 | Canada      | Warren Foegele          | Ailier gauche  |
| 55 | Canada      | Dylan Holloway          | Ailier gauche  |
| 71 | Canada      | Ryan McLeod             | Centre         |
| 73 | Canada      | Vincent Desharnais (en) | Défenseur      |
| 74 | Canada      | Stuart Skinner          | Gardien de but |
| 86 | Suède       | Philip Broberg          | Défenseur      |
| 91 | Canada      | Evander Kane            | Ailier gauche  |
| 93 | Canada      | Ryan Nugent-Hopkins (A) | Centre         |
| 97 | Canada      | Connor McDavid (C)      | Centre         |

## Feuille de match
| 29 octobre 2023 | Calgary | 2-5 (1-3, 1-0, 0-2) | Edmonton | Commonwealth Stadium 55 411 spectateurs |

| Feuille de match | Feuille de match                                                                      | Feuille de match            | Feuille de match | Feuille de match                        |
| ---------------- | ------------------------------------------------------------------------------------- | --------------------------- | --- | --------------------------------------- |
|                  | - Kadri (Weegar, Huberdeau) — 14 min 55 s - Greer (Weegar, Markström) — 31 min 28 s - | 0-1 0-2 1-2 1-3 2-3 2-4 2-5 | Kulak (Kane, Nugent-Hopkins) — 4 min 19 s Hyman (Draisaitl) — 9 min 38 s - Bouchard (Draisaitl, McDavid) — 10 min 6 s - Desharnais (Kane, Hyman) — 46 min 16 s Kane (Ryan) — 59 min 13 s | Arbitrage : Furlatt, Rank Toomey, Smith |
| Markström        | Gardiens                                                                              | Skinner                     | | Arbitrage : Furlatt, Rank Toomey, Smith |
| 4 min            | Pénalités                                                                             | 12 min                      | | Arbitrage : Furlatt, Rank Toomey, Smith |
| 26               | Tirs                                                                                  | 33                          | | Arbitrage : Furlatt, Rank Toomey, Smith |